# Pasifaja (mjesec)
Pasifaja (također Jupiter VIII) je prirodni satelit planeta Jupiter. Retrogradni nepravilni satelit iz grupe Pasiphae s oko 60 kilometara u promjeru i orbitalnim periodom od 764.082032 dana.